# Championnats de Tunisie d'athlétisme
Les championnats de Tunisie d'athlétisme sont une compétition tunisienne d'athlétisme se disputant chaque année et consacrant les meilleurs athlètes tunisiens sur piste, sur route et en cross-country. Les disciplines sont toutes représentées et les catégories d'âge différenciées.

## Épreuves
Chaque année, un champion et une championne sont désignés par épreuve, soit plus de cinquante champions de Tunisie. De quinze à vingt athlètes sont qualifiés au championnat de Tunisie.
- Piste :
  - neuf courses avec ou sans obstacles (100 m, 200 m, 400 m, 800 m, 1 500 m, 5 000 m, 110 m haies, 400 m haies, 3 000 m steeple) ; pour les féminines, le 110 m haies est remplacé par le 100 m haies et le 5 000 m par le 3 000 m ;
  - quatre sauts (longueur, triple saut, hauteur et perche) ;
  - quatre lancers (marteau, disque, poids et javelot) ;
  - marche (en individuel et en relais) ;
  - épreuves combinées (heptathlon F et décathlon H) ;
  - relais (par club) 4 × 100 m, 4 × 200 m, 4 × 400 m, 4 × 800 m, 4 × 1 500 m ;
  - un club devient champion interclubs sur un programme de trente épreuves ;
- Cross : champion individuel et par équipe de club, en cross long et cross court ;
- Route : 10 km, semi-marathon et marathon.

## Palmarès
Ce classement est établi en fonction du nombre de titres remportés par édition et diffère du championnat de Tunisie d'athlétisme par équipes.
| - 1956 : L'Orientale - 1957 : Joyeuse union - 1958 : Club sportif des cheminots - 1959 : L'Orientale - 1960 : L'Orientale - 1961 : L'Orientale - 1962 : Centre d'éducation physique militaire - 1963 : Zitouna Sports - 1964 : L'Orientale - 1965 : Zitouna Sports - 1966 : L'Orientale - 1967 : Club africain - 1968 : Zitouna Sports - 1969 : Club africain - 1970 : Club africain - 1971 : Club africain - 1972 : Club africain - 1973 : Zitouna Sports - 1974 : Zitouna Sports - 1975 : Zitouna Sports - 1976 : Zitouna Sports - 1977 : Zitouna Sports - 1978 : Zitouna Sports - 1979 : Zitouna Sports | - 1980 : Zitouna Sports - 1981 : Zitouna Sports - 1982 : Zitouna Sports - 1983 : Zitouna Sports - 1984 : Zitouna Sports - 1985 : Zitouna Sports - 1986 : Zitouna Sports - 1987 : Zitouna Sports - 1988 : Zitouna Sports - 1989 : Club sportif de la Garde nationale - 1990 : Athletic Club de Nabeul - 1991 : Club sportif de la Garde nationale et Athletic Club de Nabeul - 1992 : Club sportif de la Garde nationale - 1993 : Club sportif de la Garde nationale - 1994 : Club sportif de la Garde nationale - 1995 : Athletic Club de Nabeul - 1996 : Club sportif de la Garde nationale - 1997 : Club sportif de la Garde nationale - 1998 : Club sportif de la Garde nationale - 1999 : Club sportif de la Garde nationale - 2000 : Club sportif de la Garde nationale - 2001 : Club sportif de la Garde nationale - 2002 : Club sportif de la Garde nationale | - 2003 : Club sportif de la Garde nationale - 2004 : Club sportif de la Garde nationale - 2005 : Club sportif de la Garde nationale - 2006 : Club sportif de la Garde nationale - 2007 : Club sportif de la Garde nationale - 2008 : Club sportif de la Garde nationale - 2009 : Club sportif de la Garde nationale - 2010 : Club sportif de la Garde nationale - 2011 : Zitouna Sports - 2012 : Club sportif de la Garde nationale - 2013 : Club municipal d'athlétisme de Kairouan - 2014 : Club municipal d'athlétisme de Kairouan - 2015 : Athletic Club de Sousse - 2016 : Club sportif de la Garde nationale |